# The Rolling Stones Pacific Tour 1973
El Pacific Tour 1973 fue una gira de conciertos realizados por The Rolling Stones que cubrió países ribereños del Océano Pacífico, en enero y febrero de 1973.
La gira se denomina en ocasiones Tour de Invierno de 1973, aunque este nombre es engañoso, ya que en varios países del Hemisferio Sur era época de verano.

## Historia
Esta gira no promocionó a ningún álbum recién lanzado por la banda. La intención original era tocar en Australia y Nueva Zelanda, lugar que no había visto a los Stones desde febrero y marzo de 1966, así como Japón, donde nunca habían actuado en vivo.
Sin embargo, después de los hechos ocurridos en el 1972 American S.T.P. Tour, ya eran conocidos por la prensa mundial los disturbios provocados por los fanáticos en conjunto al jet set. Esto causó problemas para los Stones en algunas de las visitas al pacífico, en la que las visas y permisos de trabajo fueron difíciles de conseguir. En consecuencia, los Stones programaron en primer lugar algunos espectáculos en Hawái, así como un retroceso en el caso de que no poder entrar en algunos países.
El 4 de enero de 1973, el Ministerio de Inmigración de Australia dio a conocer que a uno de sus integrantes le fue prohibida la entrada al país. El 8 de enero el Ministerio de Relaciones Exteriores japonés dijo que a Mick Jagger no se le permitiría la entrada a su país debido a sus anteriores arrestos relacionados con drogas. En contraste, el 9 de enero el gobierno australiano permitió la entrada de The Rolling Stones. Antes de esto, los Stones anunciaron un concierto en el The Forum de Los Ángeles a beneficio de las víctimas el reciente terremoto en Nicaragua (el país de origen de Bianca Jagger). Abrieron el concierto Santana y Cheech & Chong, y sirvió como calentamiento para la próxima presentación. Se recaudó más de £ 200.000 en fondos de ayuda.
El siguiente viaje de los Stones partió con tres presentaciones el 21 y 22 de enero en Hawái, en el Honolulu International Center. Se trató de uno de los últimas presentaciones de Mick Taylor en los Estados Unidos. La próxima fecha era una serie de presentaciones en el Budokan de Tokio, que se extendían del 28 de enero al 1 de febrero, por el que 55.000 entradas ya habían sido vendidas. Pero el 27 de enero, los funcionarios japoneses confirmaron su decisión de no dejar entrar a la banda, los shows fueron suspendidos y la promotora de conciertos tuvo que devolver todas las entradas.
Así, el primer tramo de la gira llegó a su fin. Algunas fuentes afirman que el 5 de febrero se realizó una presentación en el Hong Kong Football Club Stadium, pero esta nunca se llevó a cabo.
En cualquier caso, la gira empezó a funcionar de nuevo de su segundo tramo el 11 de febrero con show único en Nueva Zelanda, en el Western Springs Stadium de Auckland. El 14 de febrero se realizó el primer show en Australia, visitando Brisbane, Melbourne, Adelaida, Perth y Sídney. El último show se realizaría el 27 de febrero en el Royal Randwick Racecourse de Sídney.
Australia tuvo algunos problemas cuando el 21 de febrero, en el show del Memorial Drive Park en Adelaida, 5.000 fanáticos se enfrentaron con la policía y se realizaron 21 arrestos.

## Presentaciones
En la presentación a beneficio de Los Ángeles, los Stones introducían por primera vez una pasarela en el escenario detrás de la batería de Charlie Watts. Estas presentaciones son de un más alto nivel que las del American Tour 1972. El crudo sonido que aparece en las grabaciones no oficiales de esta gira es similar al de la siguiente gira europea del mismo año, aunque Nicky Hopkins aún participaba en los shows, con el tiempo se convirtió en su última gira con los The Rolling Stones. A diferencia del tour anterior, este no atrajo a los medios y solo se acercaron algunos famosos.

## Grabaciones
No existe un álbum en vivo de esta gira, aunque se supone que hay ciertas grabaciones. Aficionados grabaron el show del 27 de febrero en Sídney que muestran la única grabación completa de la era Mick Taylor hasta la fecha.

## Músicos
- Mick Jagger - voz, armónica
- Keith Richards - guitarras, voces
- Mick Taylor - guitarras
- Bill Wyman - bajo
- Charlie Watts - batería

Músicos adicionales
- Nicky Hopkins - piano, órgano
- Bobby Keys - saxofón
- Jim Price - trompeta, trombón

## Shows de apertura
El show de apertura en Hawái lo realizó ZZ Top. Otras presentaciones de apertura incluyeron a las agrupaciones australianas Madder Lake, Headband, Itambu y Chain.

## Lista de canciones
El set list estándar en Nueva Zelandia y Australia fue el siguiente:
1. "Brown Sugar"
2. "Bitch"
3. "Rocks Off"
4. "Gimme Shelter"
5. "Happy"
6. "Tumbling Dice"
7. "Love in Vain"
8. "Sweet Virginia"
9. "You Can't Always Get What You Want"
10. "Honky Tonk Women"
11. "All Down the Line"
12. "Midnight Rambler"
13. "Rip This Joint", "Bye Bye Johnny", o "Little Queenie"
14. "Jumpin' Jack Flash"
15. "Street Fighting Man"

Como tal, fue bastante similar al The Rolling Stones American Tour 1972.
El primer tramo de Los Ángeles a Hawái incluyó mayores variaciones, con "Dead Flowers" e "It's All Over Now" (este último una rareza, ya que en esta época no tocaban material tan antiguo). También aparecieron temas del Beggars Banquet como "No Expectations" y "Stray Cat Blues".

## Fechas

### Norteamérica
- 18/01/1973  The Forum - Los Ángeles, California
- 21/01/1973  Honolulu International Center - Honolulu, Hawái
- 22/01/1973  Honolulu International Center - Honolulu, Hawái (2 shows)

### Nueva Zelanda
- 11/02/1973  Western Springs Stadium - Auckland, Nueva Zelanda

### Australia
- 14/02/1973  Milton Park Tennis Courts - Brisbane, Australia
- 17/02/1973  Kooyong Tennis Courts - Melbourne, Australia (2 shows)
- 18/02/1973  Kooyong Tennis Courts - Melbourne, Australia
- 20/02/1973  Memorial Drive Park - Adelaida, Australia
- 21/02/1973  Memorial Drive Park - Adelaida, Australia
- 24/02/1973  Western Australia Cricket Ground - Perth, Australia
- 26/02/1973  Royal Randwick Racecourse - Sídney, Australia
- 27/02/1973  Royal Randwick Racecourse - Sídney, Australia